# Anacamptis van-lookenii
Anacamptis van-lookenii är en orkidéart som först beskrevs av Charles Jean Bernard och G.Fabre, och fick sitt nu gällande namn av H.Kretzschmar, Eccarius och H. Anacamptis van-lookenii ingår i släktet salepsrötter, och familjen orkidéer. Inga underarter finns listade i Catalogue of Life.